# Masatomo Kuba
Masatomo Kuba (久場 政朋 Kuba Masatomo?, nacido el 21 de noviembre de 1984 en Kanagawa) es un exfutbolista japonés. Jugaba de centrocampista y su único club fue el Tokyo Verdy de Japón.

## Trayectoria

### Clubes
| Club        | País  | Año         |
| ----------- | ----- | ----------- |
| Tokyo Verdy | Japón | 2003 - 2006 |

## Palmarés

### Títulos nacionales
| Título             | Club        | País  | Año  |
| ------------------ | ----------- | ----- | ---- |
| Copa del Emperador | Tokyo Verdy | Japón | 2004 |